# Sukekiyo
Sukekiyo (katakana: スケキヨ) é uma banda japonesa formada em 2013 como um projeto paralelo por Kyo, vocalista do Dir en grey. Todos os membros da banda tem carreiras solo bem sucedidas no movimento musical de visual kei, podendo ser chamado de supergrupo.

## História

### Formação (2013)
A banda, projeto paralelo de Kyo do Dir en Grey, foi formada em 2013 com Takumi e Mika do Rentrer en Soi, utA do 9Goats Black Out e Yuchi do Kannivalism. Sukekiyo começou suas apresentações fazendo um show de abertura em uma apresentação do Sugizo em 29 de dezembro. O nome Sukekiyo vem do romance de Seishi Yokomizo The Inugami Clan.

### Immortalis, Vitium e turnê na Europa (2014-2016)
Em 30 de fevereiro de 2014, lançaram seu primeiro álbum de estúdio, Immortalis, com a colaboração de músicos como Hisashi do Glay, Sugizo, TK, etc. Desde o lançamento do álbum, fizeram grandes turnês no Japão e até mesmo na Europa.
Sukekiyo lançou o mini álbum chamado Vitium em 4 de fevereiro de 2015 com 8 novas músicas. A edição limitada do álbum veio com um segundo disco que incluia colaborações com outros artistas como o vocalista do X Japan, Toshi, o ator Hiroshi Mikami e Wes Borland do Limp Bizkit.

### Adoratio e tributo ao MUCC (2017-2019)
Em 22 de Junho de 2017, o Sukekiyo lançou seu segundo álbum de estúdio, Adoratio, com colaborações de artistas de bandas como D'erlanger e Merry. A banda fez um cover da música "Gerbera" da banda MUCC lançado no álbum tributo Tribute of Mucc -En- de 22 de novembro.

### Passio eInfinitum(2019-presente)
Em um show em 18 de fevereiro de 2019, o álbum de compilação "Passio" foi disponibilizado para venda. Em abril, o novo álbum de estúdio, Infinitum, foi anunciado. A edição regular foi lançada em 24 de maio e a limitada em 26 de junho. A turnê de lançamento do álbum "Forty" começou em maio.

## Membros
- Kyo (京) – vocalista (Dir en grey)
- Takumi (匠) – guitarrista, pianista (ex Rentrer en Soi, membro suporte do Dir en Grey)
- utA – guitarrista (ex 9Goats Black Out, Chikage)
- Yuchi (裕地) – baixista (ex Kannivalism, membro suporte do Wing Works[10])
- Mika (未架) – baterista (ex Rentrer en Soi, Forbidden Days Rhapsody[11], 8342)

## Discografia
Álbums
- Immortalis (2014)
- Adoratio (2017)
- Infinitum (2019)

EPs
- Vitium (2015)

Compilações
- Passio (2019)

Singles
- "The Daemon's Cutlery" (2014)
- "2014 live: 'wakare wo oshimu furi wa anata no tame'" (2014)
- "Mimi Zozo" (2015)
- "Anima" (2016)
- "KISSES" (2018)